# 聖歐班索熱
聖歐班索熱（法语：Saint-Aubin-Sauges）是瑞士的城鎮，位於該國西部，由納沙泰爾州負責管轄，面積7.71平方公里，海拔高度469米，2011年人口2,419，三成半人口信奉基督教，人口密度每平方公里314人。